# Список персонажів «Хроніки дванадцяти королівств»
В цій статті наведено список персонажів, що з'являються в серії романів та аніме-серіалі «Хроніки дванадцяти королівств» Оно Фуюмі.

## Персонажі

### Йоко
Накаджіма Йоко (яп. 中嶋陽子) — головна героїня, показується в першій, третій та четвертій арках серіалу. За походженням тайка, тобто людина зі світу 12 королівств народжена на Землі. Через це коли Йоко повернулася до нього її зовнішність змінилася — очі стали смарагдового кольору, волосся багряно-червоним, також сильно змінилися риси обличчя. В аніме також змінився і колір її шкіри — з білої вона стала золотисто-смаглявою. Після того як Накаджіма стала Кей-о (королевою Кей), вона за юнний вік та колір волосся отримала тронне ім'я Секіші (яп. 赤子) — «червоне дитя». Йоко — молода вродлива дівчина середнього зросту і спортивної статури.
На початку серіалу Накаджіма Йоко — звичайна шістнадцятирічна японська школярка, яка відрізняється від інших хіба кольором волосся — воно в неї незвичного для японців рудуватого відтінку. Йоко в цей час дуже правильна дівчинка, яка старанно грає роль гарної та слухняної дочки, примірної учениці та подруги. Усі її вчинки направлені на те, щоб відповідати вимогам інших, в неї бракує сили слідувати власним бажанням. Вона наприклад не хоче бути старостою, але коли її як хорошу ученицю пропонує на цю посаду учитель, вона не може відмовитися.
Слабкою та конформною Накаджіма потрапляє до світу Дванадцяти королівств, де опиняється в ролі безправної чужинки. Опинившись у ворожій країні та загубивши своїх друзів, Йоко мусить покладатися лише на свої сили. Важливу роль у становлені її характеру відіграє меч. З одного боку завдяки хінману вона майстерно володіє зброєю і може постояти за себе. З іншого боку її меч та його піхви — це королівські регалії Кей і не є простою зброєю. Меч може показувати своєму власникові те, що він захоче — події минулого чи навіть майбутнього, те, що відбувається далеко від нього тощо. У піхвах меча живе дух Аозару (Синьої мавпи), який стримує силу видінь меча, але одночасно він постійно давить на Накаджіму — розповідає про те, яка вона лицемірна, як насправді усі до неї погано ставляться, що коли тебе обманють та зраджують, то треба й інших обманювати і зраджувати тощо. Тож з одного боку Йоко змушена постійно битися за своє життя, вона нікому не може довіряти в цьому чужому світі, а з іншого боку їй доводиться постійно вислуховувати Аозару і бачити образи того, що відбувається вдома, те, що говорять за її спиною та як насправді ставляться до неї батьки, вчителі, однокласниці. Під впливом усього цього поступово Йоко стає сильнішою, рішучішою, жорсткішою. Велике значення мала для неї зустріч з Ракушюном, який став першою істотою в цьому світі, якій вона змогла довіритися, і врешті саме завдяки йому вона зберегла віру в людей і здатність їм довіряти. Накаджіма подолала кризу невпевненості в собі, але усі ті надзвичайні та жорстокі подій, що сталися з нею теж вплинула на неї — її зовнішність змінилася, вона розуміє місцеву мову, в неї дуже швидко загоюються рани, через постійні битви з йомами Йоко навчається отримувати задоволення від битви, а колишній страх завдати найменшої шкоди іншій людині змінюється готовністю вбити. Вона поступово починає вважати себе не людиною, а монстром. На щастя — якраз в цей час Ракушюн здогадався, що Йоко королева Кей і знайшов пояснення тому, що відбувалося.
|  | Я добра тому що я так хочу |

Ставши королевою Кей (Кей-о) Йоко зустрілася з новими проблемами. Оскільки вона виросла в Японії, то дуже мало знає про місцеве життя і не орієнтується навіть у найпростіших речах. Її пригнічує пишнота двору та складні ритуали, вона ніяковіє, коли їй кланяються і коли їй доводиться віддавати накази людям, які значно старші за неї і явно краще розбираються в ситуації. На додачу сановники використовують королеву у своїх інтригах і явно чи неявно вказують на її недосвідченість. Опинившись в самому центрі змов, інтриг та боротьби різних владних угруповань, Йоко розгубилася. Вона розуміє, що не може залишити управління повністю на сановників, але з іншого боку вона просто не знає що їй робити. Тож, щоб розібратися в ситуації, вона імітує поїздку до Ен, а сама йде в народ аби краще взнати життя країни та зорієнтуватися в подіях. Вона стає свідком беззаконь, які роблять чиновники, прикриваючися високими покровителями в уряді, та й врешті її ім'ям. Йоко приєднується до повстанців, бере участь в збройній боротьбі. Якщо колись вона боялася використати зброю, то тепер не лише сама рубає ворогів, але й віддає накази про вбивства багатьох людей. Вона знаходить нових друзів та союзників і врешті вертається до палацу, арештовує міністрів, що інтригували проти неї, карає винних і нагороджує причетних. Вона ставить на ключові пости своїх людей і стає вже не лише номінальною, але й фактичною повновладною володаркою Кей.
|  | Щоб здобути трон треба пролити кров, щоб утримати владу треба пролити кров — недаремно мене назвали Секіші. |

За традицією перший указ правителя має символічне значення і багато що говорить про нього та його майбутнє правління. Посівши міцно трон, Накаджіма видає нарешті свій перший указ, який показує, що Йоко не лише зрозуміла, яку країну хоче збудувати, але й не боїться заради цього йти всупереч усталеним традиціям та звичаям.
|  | Я забороняю кланятися. Це мій перший офіційний наказ як королеви Кей-о. Віднині я забороняю кланятися! |

### Кейкі
Кейкі (яп. 景麒) — кірін Кей, що вказується вже в його імені. Кіріни зазвичай не мають окремих імен — їх звуть за назвою їх королівства додаючи закінчення «кі» для чоловіків чи «рін» для жінок. В аніме Кейкі також дуже часто називають почесним титулом тайхо. Обравши правителя кірін займає при ньому найвищу посаду «сайхо», однак цей титул настільки офіційний та урочистий, що зазвичай щодо кірінів використовують інший, дещо нижчий «тайхо». Хоч власне тайхо є одним з вищих посадовців двору, які безпосередньо підлягають кірінові. У людській подобі Кейкі виглядає як високий молодий чоловік з молочно-білою шкірою та дуже довгим блідо-золотим волоссям в характерному офіційному чорному одязі. Як усі кіріни він добрий та милосердний, а за своєю вдачею він також дещо холодний, завжди ввічливий та офіційний. Він не дуже рішучий і не наважується перебити Накаджіму, навіть коли та не дає йому сказати важливі речі. Оскільки Йоко це вже його друга королева, він постійно порівнює її з попередницею. Попервах Кейкі здавалося, що Йоко так само не справиться з владою і буде уникати відповідальності, але на щастя цього разу він обрав достойну Кей-о.
|  | Присягаюся, що ніколи не покину Вашу величність, виконуватиму всі Ваші накази, служитиму вірою і правдою. Дозвольте, будь ласка. Якщо хочете жити скажіть «дозволяю», будь ласка! Швидше! |

### Юка
Суґімото Юка (яп. 杉本優香) — однокласниця Йоко, героїня першої арки серіалу. На відміну від Йоко вона має типову для японки зовнішність. Це середнього росту темноволоса та кароока дівчина. Вона замкнена і звикла до ворожого ставлення, але й сама через це вороже ставиться до інших. Юка рішуча і легко йде навіть на дуже важкі вчинки. В Японії зустрічалася з Асано, але сильних почуттів до нього не мала.
Якщо Йоко намагалася дружити з усіма і підлаштовуватися під однокласниць, то Суґімото прямо йшля з оточуючими на конфлікт. У класі її не любили і ставилися до неї відверто вороже бойкотуючи її та насміхаючися над нею. Накаджімі було жаль Юку, з якою вона намагалася підтримувати хоч якісь стосунки, але вона не наважувалася відкрито дружити з Суґімото побоюючися осуду однокласниць, та ж своєю чергою зневажала Йоко за нерішучість та нещирість. Фактично не маючи друзів у школі Юка знаходила відраду в читані фентезі яке явно стало темою її ескапістських фантазій. Тож на відміну від Асано та Накаджіми які розгубилися коли в їх школі розпочалися надзвичайні події Суґімото навпаки сприйняла їх з жадібним інтересом — схоже, що про щось подібне вона давно мріяла. У той час як Йоко боїться переспективи піти кудись з Кейкі, Юка навпаки хапається за цю можливість. Єдине, що їй не подобаєтьсЯ, це чому гостя з іншого світу цікавить не вона, а Накаджіма. Потрапивши до світу Дванадцяти королівств, Суґімото також поводиться по іншому ніж Йоко яка боїться щось зробити не так чи Асано який просто пливе за течією — вона відверто ворожа до ворожого до неї світу і одразу йде на порушення навіть найочевидніших законів. Наприклад коли однокласники потрапили в біду вона перша запропонувала дістати їжу обікравши місцевих жителів. Нишпорячи по будинку в пошуках харчів вона поводиться відверто деструктивно — б'є посуд, розкидує одяг тощо, хоч в цьому немає ніякої потреби. У новому світі Юка сподівається отримати те, чого в неї не було в рідному — визнання, повагу, статус, відчуття власної потрібності та значущості, а коли чужий світ зустрічає її вороже вона без усяких сумнівів відкидає будь-які соціальні обмеження. Вона ніби мститься світу за те, що він не виконує її забаганок. Саме це пояснює на перший погляд нелогічну поведінку Суґімото — з одного боку вона з підозрою ставиться до місцевих жителів, а з іншого легко повірила усьому, що їй нарозповідав Ко-о. Просто вона вірила в те, що відповідало її власним бажанням і вороже ставилася та підозрювала усіх хто їх не виконував. Ко-о зігравши на бажанні Юки бути визнаною та шанованою зробив її знаряддям своєї волі і використав як зброю проти Йоко. Це було дуже легко, бо почувши, що саме Йоко була обраною з цього світу, а вона сама лише випадково потрапила сюди і відповідно усі її мрії марні Юка була засліплена ненавистю до Накаджіми і радо повірила усьому, що про неї наговорили. Хоч фактично Суґімото в першій арці виступає антагоністкою, але вона не є насправді поганою сама по собі. Юка відчувала себе чужою дома і мріяла про кращий світ, тож схопилася за можливість його отримати і рішуче за неї бореться незважаючи ні на що. Коли врешті-решт, вона розуміє, що Йоко справжня королева, а вона дійсно чужа світові Дванадцяти королівств і що їй там не місце то замирюється з Накаджімою, розкаюється і просить повернути її додому.

### Асано
Асано Ікуя (яп. 浅野郁也) — однокласник Йоко, герой першої та третьої арки серіалу. В аніме його називають майже суто на прізвище — Асано. Він звичайний старшокласник досить — худорлявий, темноволосий та кароокий, середнього зросту. На відміну від Суґімото та Накаджіми він не має видимих проблем у спілкуванні з однокласниками. Власне головною його рисою в першій арці є саме звичайність — він не сміливець, але й не боягуз. Його не перенесли в світ Дванадцяти королівств зумисне як Йоко і він сам не хотів туди потрапляти як Юка. Він нічого не очікує від нового світу і прагне лише повернутися додому, але його не можна назвати панічно наляканим. У своїй поведінці Асано керується принципом найменшого спротиву. Коли Суґімото пропонує пограбувати будинок аби дістати їжу він не лякається як Накаджіма, а погоджується. Не тому, що йому подобається ця ідея просто він не бачить іншого виходу. На початку серіалу він зустрічається з Юкою, але схоже його почуття до неї так само поверхневі як і її до нього. Коли Суґімото йде він легко переключається на Йоко. Його не можна назвати зрадиливим чи безвідповідальним — він наприклад відчуває себе відповідальним за Йоко, але Асано слабкий та невезучий тож йому не вдається якось впливати на події, а лише плисти за течією.
У третій арці показується що сталося з хлопцем після того як він впав в річку в першій. Загубившися та опинившись в чужій країні де ніхто не розуміє його мови Асано не витримує і їде з глузду. Його заповнюють нав'язливі ідеї, він вважає увесь цей світ ворожим до нього, постійно думає про те щоб знайти Йоко та повернутися додому. При цьому схоже він хоче знайти Накаджіму не стільки щоб допомогти їй скільки щоб зустріти єдину близьку людину. Попри його підозрілість та ворожість ним легко маніпулює Ґахо. Фактично Асано постає людиною яка не витримала важких випробувань і зламалася. Хоч він знайшов пістолет, але це йому ніяк не допомогло — він вбив з нього тільки ні в чому не винну дитину, а коли довелося використати його проти справжніх ворогів, то лише злегка зачепив супротивника який легко прохромив його мечем. Щоправда падіння Асано не повне — коли його ловить патруль Ґахо з подій видно, що в нього збереглися залишки гідності.

### Аозару
Аозару (яп. 蒼猿 — блакитна мавпа) — дух піхов меча Йоко. Має вигляд мавподібного чоловічка з блідою шкірою, блондинистим волоссям та величезними блакитними очима схожими на камені, що прикращають піхви. Фактично образ Аозару служить засобом показати внутрішню рефлексію головної героїні.
Меч який на самому початку серіалу Кейкі дав Йоко не звичайна зброя — це королівська регалія Кей, що зветься Суіґуто (Меч водяної мавпи), лише справжній правитель може вийняти меча з піхов, а сам меч ніколи не завдасть фізичної шкоди своєму господареві. Сам меч створений з демона води переможеного в давнину колишнім правителем Кей, він є не лише прекрасною зброєю, але й може показувати образи минулого, майбутнього, того що відбувається в інших місцях тощо. У піхви заключено дух демона-мавпи Аозару яка стримує силу меча — без цих піхов він показує, не те що хоче власник, а будь що викликане його підсвідомістю в тому числі й те чого він бачити не бажає. Після того як втікаючи від ворогів Йоко втрачає піхви вона починає бачити у мечі різні картини причому не те, що хотіла б побачити. Одночасно їй починає з'являтися Аозару який розповідати Йоко яка вона ікому непотрібна, нікчемна, нещира, як усі до неї погано ставляться та, що усі навколо неї це вороги які хочуть її обманути. З одного боку Аозару безсумнівно виступає як зла сила і наговорює Йоко, в повістях він узагалі прямо добивається її самогубства, в аніме виступає спокусником який штовхає її на «темну сторону Сили». З іншого боку багато що з того, що говорить Аозару та що показує меч по суті правда і Йоко розуміє це. Їй боляче вислуховувати Аозару та бачити в мечі, що говорять за її спиною батьки, вчителі та однокласники. Вона фактично переживає внутрішню кризу в якій Аозару є не тільки злим стороннім голосом, але й фактично стороною внутрішнього діалогу. Поступово Йоко міцнішає і коли вона вперше ніби-то погоджується з Аозару це викликане не тим, що вона вірить тому, що він розповдіає, а простим раціональним розрахунком. Врешті Аозару остогидає Накаджімі, вона відкидає його аргументи і вбиває його самого. На місці загибелі Аозару з'являються давно втрачені піхви. Щоправда тепер вони мертві і витягти з них меча може кожен. Так само не стриманою залишаєються і видіння які насилає меч. Однак Йоко відмовляється від пропозицій оживити піхви, пояснюючи це тим, що хоче аби меч час від часу показував їй те, чого вона не бажає бачити.

### Ракушюн
Ракушюн (яп. 楽俊) — ханджю (людино-звір) з королівства Ко, друг Йоко та Шьокей. У звірячій подобі виглядає як величезний пацюк ростом з дитину, в людській як молодий худорлявий парубок середнього зросту та приємної зовнішності. Надає перевагу своїй звіриній формі.
Народився в Ко. Тодішній король погано ставився до усіх несхожих на звичайних людей, тож ханджю багато в чому дискримінували. Через це Ракушюн, хоч був найкращим учнем школи не зміг продовжити освіту, також він не мав перспектив отримати ділянку. Очевидно зустріч з Накаджімою підштовхнула його до еміграції в Ен.
Спас Йоко коли та повністю втратила сили й знепритомніла. Пізніше запропонував переїхати до Ен. Багато розповів Йоко про свті, і врешті саме Ракушюн першим зрозумів, що вона Кей-о. Пізніше зустрівся випадково з Шьокей — так само як і на Йоко на неї дуже вплинуло спілкування з ним.
Ракушюн дуже розумний та обдарований, він наприклад написав найкращий твір при вступі до академії Ен. Дуже добре вчиться. Завдяки цьому він багато знає і любить ділитися своїми знаннями з іншими. Він дуже добрий та незлобливий. Наприклад попри дискримінацію ханджю в Ко він не озлобився на звичайних людей, попри спроби Шьокей підставити його, він ставиться до неї дружньо тощо. Він вміє не лише говорити, але й вислуховувати тож є ідеальним співбесідником для людей яких мучать якісь питання і яким треба виговоритися. Попри м'який характер Ракушюн прямий і не боїться говорити людям досить неприємні речі, але подає це як констатацію факту, а не як виклик чи образу. У серіалі Ракушюн відіграє роль доброго друга та порадника — він майже нічого не робить, але зате завжди говорить потрібні слова в потрібний час.

### Ен-о
Шьорю (яп. 尚隆) — Ен-о (король Ен), персонаж другого плану першої да третьої арок серіалу, один з головних героїв четвертої. Молодий чоловік вище середнього зросту, сильний та дуже вправний боєць. Як і Йоко він тайка, його земне ім'я Комацу Сабуро Наотака (яп. 小松三郎尚隆). Власне теперішнє ім'я це інше прочитання його старого імені Наотака. Править Ен вже понад 500 років, тобто надзвичайно добго — це свідчить про те, що він дуже хороший правитель. За ці роки він звик до влади й почувається та поводиться як справжній король. Це тим більш природно для, нього, що народився він в родині дрібного феодального володаря, тож керувати людьми він звик з малечку. В 11 серії показується кінець його життя в Японії де він був не лише хоробрим вояком, але й вождем, що перш за все дбає про своїх людей. Попри сотні років влади Ен-о залишається привітною та простою в спілкуванні людиною. Він не дуже любить формальності і досить часто подорожує своєю країною інкогніто — робить це для відпочинку від палацових ритуалів, для того аби краще знати чим живе країна. Саме під час однієї з таких мандрівок зустрівся з Йоко. Він одразу визнав Накаджіму королевою і допоміг їй посісти трон Кей. Хоч пряма інтервенція заборонена Тентеєм, але в цьому випадку Шьорю та його воїни виступали як найманці на службі в Кей-о які діяли за її наказом. Для Йоко грає роль живого прикладу, порадника і фактично, до певної міри старшого брата.

### Енкі
Рокута (яп. 六太) — Енкі (яп. 延麒) (кірін Ен), персонаж другого плану першої да третьої арок серіалу, один з головних героїв четвертої. Як і більшість кірінів має довге золоте волосся. Так само як і його король та Йоко він тайка (народжений в Японії). Саме тому в нього є справжнє ім'я, а не лише утворене від назви його королівства. Попри свій вік, що становить понад 500 років і виглядає як дитина років 12. Це пояснюється тим, що досягши психологічної дорослості кіріни перестають рости. Рокута рано змужнів і дуже з цього гордий. Народився в бідній селянській родині в середньовічній Японії. Захворів і тому його батьки віднесли його помирати в ліс, бо вирішили, що він усе одно не виживе, тож нічого витрачати на нього сили. Можливо саме завдяки такому жорстокому дитинству Рокута подорослішав значно раніше аніж більшість кірінів. На відміну від церемонного та делікатного Кейкі Рокута значно пряміший та безпосередніший. Він досить часто підколює Шьорю насміхаючись над ним, хоч зрозуміло якихось непорозумінь між ними просто не може бути — за пів тисячоліття вони занадто добре притесалися одне до одного.